# Пиер Вейнантс
Пиер Вейнантс (на френски: Pierre Wynants) е белгийски готвач.

## Биография
Той е роден на 5 март 1939 година в Брюксел. От ранна възраст учи готварство при известни готвачи в Брюксел и Париж. През 1973 година наследява от баща си семейния ресторант „Ком ше Соа“. Под негово ръководство през 1979 година ресторантът става един от трите заведения в Белгия и няколкото заведения в света с три звезди на Мишлен. Той запазва този рейтинг до 2006 година, когато Вейнантс обявява оттеглянето си.